# Stadium Nasional Bukit Jalil
Stadium Nasional Bukit Jalil är en multiarena i Malaysias huvudstad Kuala Lumpur, stadion är hemmaplan för Malaysias fotbollslandslag och har en kapacitet på 87 411, vilket gör den till den största stadion i sydostasien, tredje största i asien och åttonde största fotbollsstadion i världen.